# Rőtsapkás hangyászgébics
A rőtsapkás hangyászgébics (Thamnophilus ruficapillus) a madarak osztályának verébalakúak (Passeriformes) rendjébe és a hangyászmadárfélék (Thamnophilidae) családjába tartozó faj.

## Rendszerezése
A fajt Louis Pierre Vieillot francia ornitológus írta le 1816-ban.

## Alfajai
- Thamnophilus ruficapillus cochabambae (Chapman, 1921)
- Thamnophilus ruficapillus jaczewskii Domaniewski, 1925
- Thamnophilus ruficapillus marcapatae Hellmayr, 1912
- Thamnophilus ruficapillus ruficapillus Vieillot, 1816
- Thamnophilus ruficapillus subfasciatus P. L. Sclater & Salvin, 1876[2] vagy Thamnophilus subfasciatus[1]

## Előfordulása
Dél-Amerika középső részén, Argentína, Bolívia, Brazília, Paraguay és Uruguay területén honos. Természetes élőhelyei a szubtrópusi vagy trópusi hegyi esőerdők és magaslati cserjések, valamint másodlagos erdők. Állandó, nem vonuló faj.

## Megjelenése
Testhossza 17 centiméter, testtömege 21-24 gramm. A nemek tollazata különbözik.
|  |  |

## Életmódja
Rovarokkal és más ízeltlábúakkal táplálkozik.

## Természetvédelmi helyzete
Az elterjedési területe elég nagy, de gyorsan csökken, egyedszáma is csökken. A Természetvédelmi Világszövetség Vörös listáján nem fenyegetett fajként szerepel.